# Acanthisitta chloris
Il fuciliere o acantisitta (Acanthisitta chloris Sparrman, 1787) è un uccello passeriforme della famiglia degli Acanthisittidae, nell'ambito della quale rappresenta l'unica specie nota del genere Acanthisitta Lafresnaye, 1842.

## Etimologia
Il nome scientifico del genere, Acanthisitta, è formato dalla crasi di Acanthiza e Sitta: quello della specie, chloris, deriva dal greco χλωρος (khlōros, "verde").

Caso raro fra gli uccelli della Nuova Zelanda, il nome di questi uccelli in lingua māori (tītipounamu) non è stato scelto come loro nome comune, ma si è preferito il termine "fuciliere" (in inglese rifleman) in virtù della somiglianza fra la livrea di questi animali e i colori dell'uniforme dei fucilieri della New Zealand Army.

## Descrizione

### Dimensioni
Coi suoi 7–9 cm di lunghezza, per 6-7 g di peso, il fuciliere rappresenta l'uccello endemico più piccolo della Nuova Zelanda: a parità d'età, le femmine sono leggermente più grosse e pesanti rispetto ai maschi.

### Aspetto

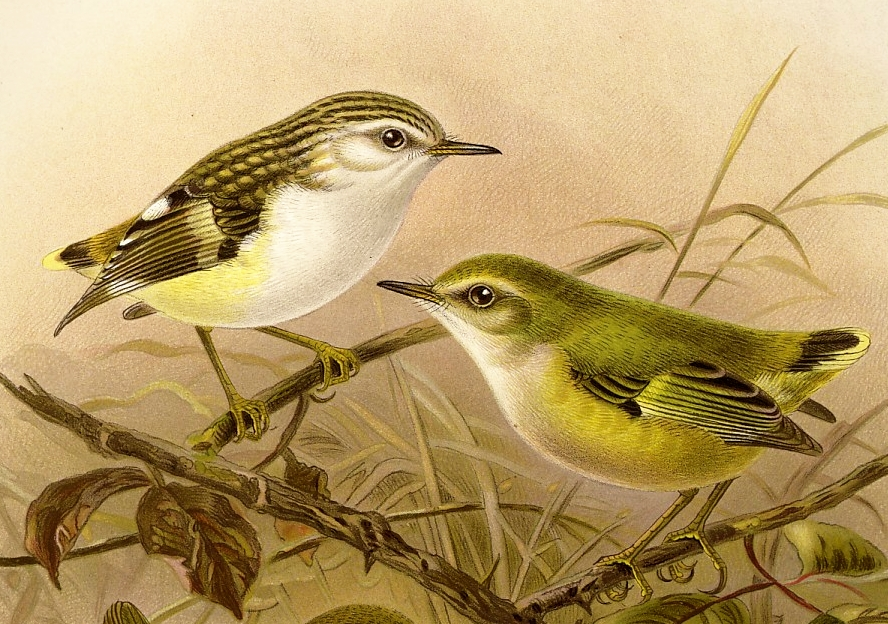
Illustrazione di coppia (femmina a sinistra).

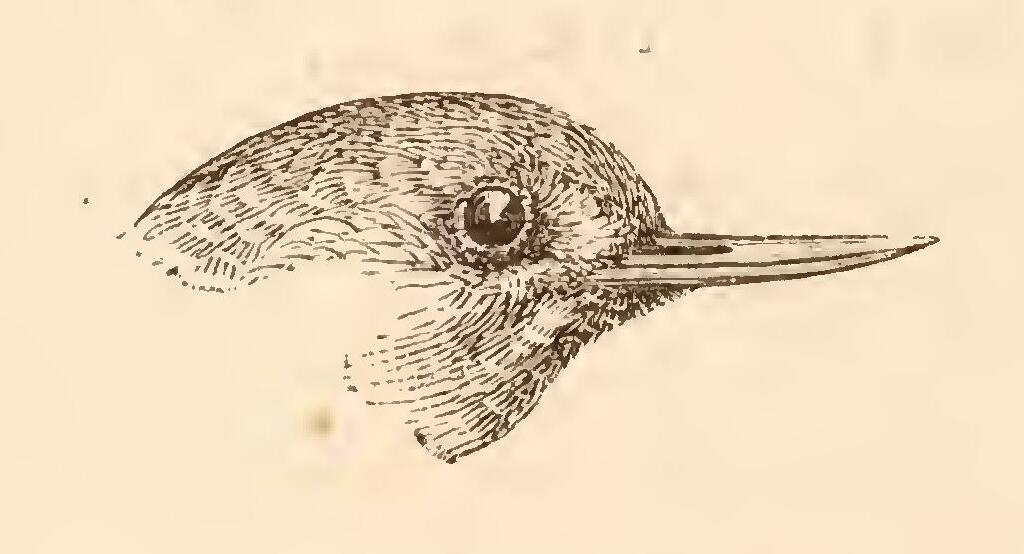
Illustrazione di testa.

Si tratta di uccelli dall'aspetto paffuto e arrotondato, muniti di grossa testa allungata che sembra incassata direttamente nel resto del corpo, munita di lungo becco appuntito e sottile lievemente ricurvo verso l'alto, ali corte e arrotondate, corta coda squadrata e lunghe e forti zampe dalle lunghe dita e dagli artigli ben sviluppati (in particolar modo quello del dito rivolto all'indietro). Attorno alla base del becco sono presenti vibrisse proiettate in avanti.
Il piumaggio presenta dicromatismo sessuale: nei maschi fronte, vertice, nuca, guance, dorso, ali e coda sono di colore verde oliva, con le ultime due parti più scure, in particolare le remiganti sono verde-nerastre con unalarga banda verde-giallastra alla base e la coda è nerastra con orlo delle penne di colore giallo-verdastro. Fra i lati del becco e la parte posteriore dell'occhio è presente una sottile banda nerastra che forma una mascherina, mentre il sopracciglio è bianco-giallastro: gola e petto sono bianchi, mentre fianchi, ventre e sottocoda sono di colore giallino.

La femmina presenta sopracciglio, guance, gola, petto e parte superiore del ventre di colore bianco, mentre fianchi, basso ventre, sottocoda e codione sono giallini: fronte, vertice, nuca, dorso e ali sono di colore variegato bruno-grigiastro con decise sfumature verdastre, con le singole penne dalla punta scura a dare un effetto screziato. La coda è di colore nerastro con orlo beige, mentre le remiganti sono di colore bruno-nerastro con le secondarie dalla punta bianca e le primarie dalla base beige: anche nella femmina è presente la mascherina facciale nera.
In ambedue i sessi il becco è di colore nerastro con base tendente al bruno-grigiastro, le zampe sono di color carnicino-nerastro e gli occhi sono di colore bruno scuro.

## Biologia

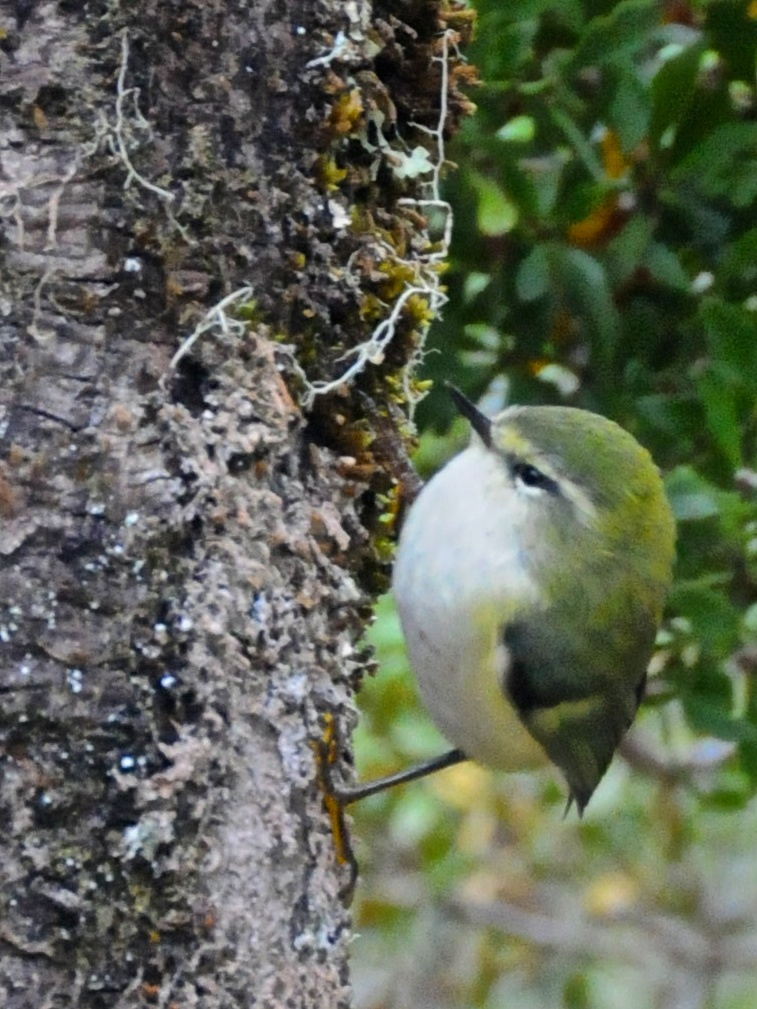
Maschio alla ricerca di cibo.

Si tratta di uccelletti dalle abitudini diurne e solitarie, che passano la maggior parte della giornata alla ricerca di cibo: cattivi volatori, essi utilizzano le limitate capacità di volo per spostarsi da un albero o un cespuglio all'altro, producendo nello sbattere le ali un caratteristico ronzio.

### Alimentazione
La dieta dei fucilieri è essenzialmente insettivora, che si compone in maggioranza di insetti (con particolare predilezione per i coleotteri e le loro larve) ed altri piccoli invertebrati.
Il fuciliere è particolarmente ben adattato a ricercare il cibo fra le spaccature e le crepe della roccia, nonché a snidare le prede dalle loro tane sotto la corteccia o il legno: questo grazie alla conformazione particolare del becco, che viene usato come uno scalpello o un piede di porco. Nella ricerca del cibo questi uccelli si comportano in maniera simile ai rampichini, girando a spirale intorno al tronco degli alberi partendo dalla loro base grazie alle robuste zampe, per poi planare ai piedi di una pianta vicina e riprendere la ricerca. Inoltre, essi trovano il nutrimento anche al suolo, raspando i detriti con le robuste zampe e smuovendo foglie cadute e sassolini col becco per mettere allo scoperto le prede.

### Riproduzione

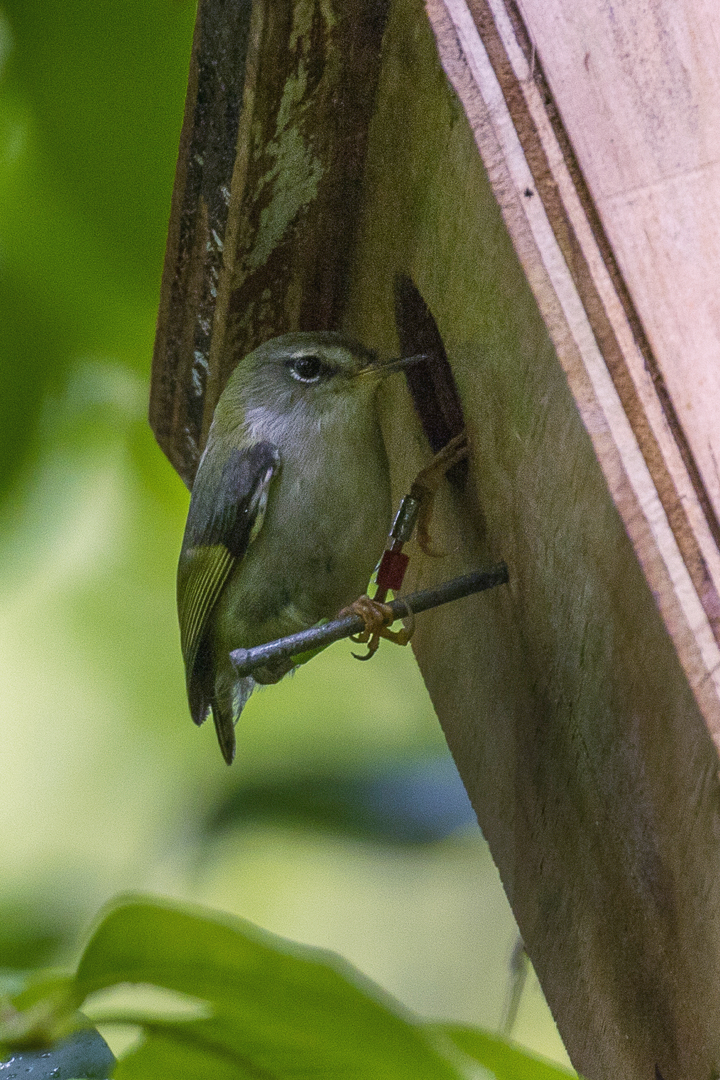
Esemplare a un nido artificiale nei pressi di Auckland.

La stagione riproduttiva va da agosto a febbraio: si tratta di uccelli monogami, le cui coppie portano generalmente avanti due covate a stagione.
Il nido, di forma globosa, viene costruito da ambedue i sessi intrecciando fibre vegetali, penne e pelame tra le fessure delle rocce, nelle cavità dei tronchi d'albero o perfino nelle cavità del terreno: l'entrata del nido è spesso così stretta che l'uccello riesce appena ad entrarvi.

All'interno del nido la femmina depone 4-5 uova, che provvede a covare alternandosi col maschio per circa due settimane, al termine delle quali schiudono pulli ciechi ed implumi. I nidiacei vengono imbeccati e accuditi da ambedue i genitori, e sono pronti per l'involo attorno alle tre settimane di vita: pur essendo da quel momento virtualmente indipendenti, non di rado i giovani rimangono presso il nido natio ancora per qualche settimana, aiutando i genitori nel portare avanti la loro seconda covata.

## Distribuzione e habitat

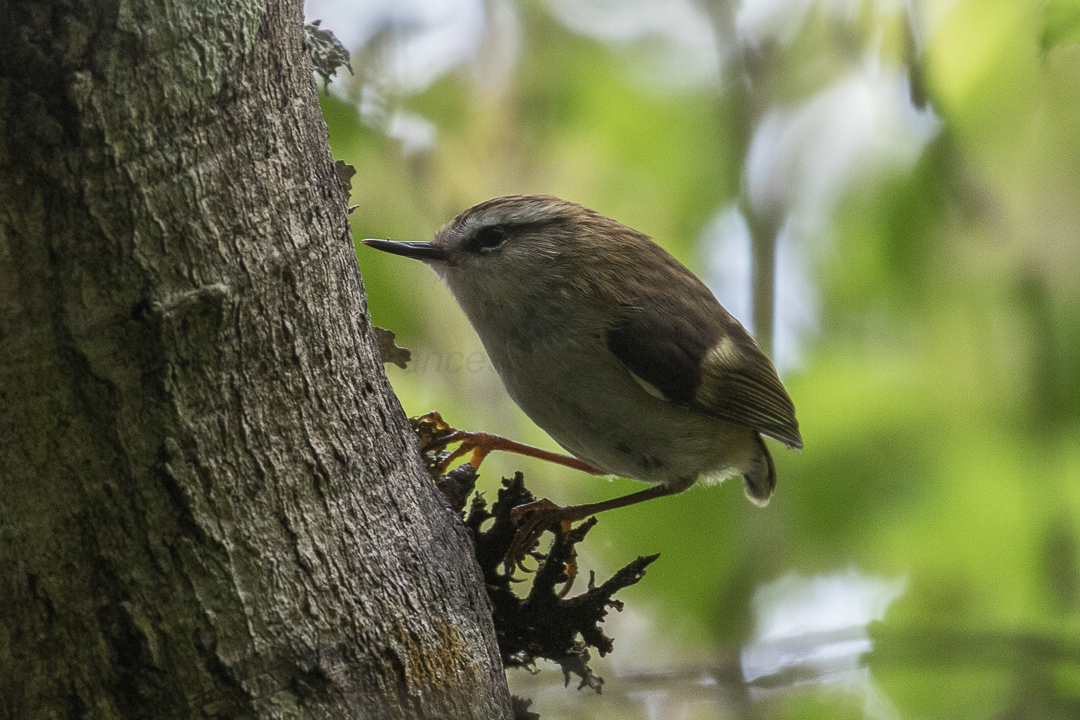
Esemplare a Stewart Island.

Il fuciliere è endemico della Nuova Zelanda, della quale popola ambedue le isole maggiori e gran parte di quelle minori circonvicine, essendo presente grossomodo in tutti gli ambienti consoni alla specie, mancando dalla punta nord-occidentale (pur essendo presente nei dintorni di Auckland) e dalla costa centro-meridionale e sud-orientale (sebbene sia presente a Wellington e dintorni) dell'Isola del Nord.
L'habitat prediletto di questo uccello sono le aree boscose non troppo fitte a prevalenza di conifere, privilegiando quelle a flora nativa (tawa, faggio australe, podocarpi) ma avendo dimostrato nel tempo una certa versatilità, colonizzando i boschi di specie introdotte, con predilezione per le piantagioni di pino di Monterey.

Le popolazioni dell'Isola del Nord sono diffuse nelle aree pianeggianti, mentre quelle dell'Isola del Sud si spingono anche nelle aree collinari e pedemontane.

## Tassonomia
Se ne riconoscono due sottospecie:

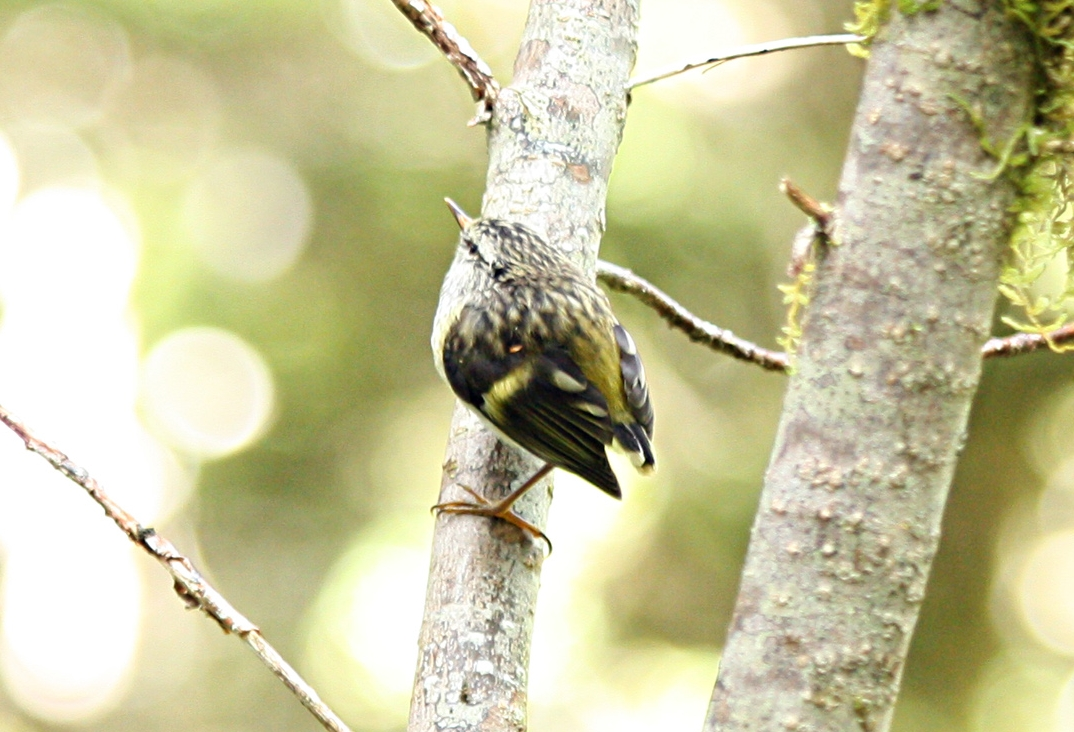
Esemplare della sottospecie nominale in natura.

- Acanthisitta chloris chloris Sparrman, 1787 - la sottospecie nominale, diffusa nell'Isola del Sud, a Stewart Island e nelle isole circonvicine;
- Acanthisitta chloris granti Mathews & Iredale, 1913 - diffusa sull'Isola del Nord e nelle isole minori circonvicine;

Alcuni autori riconoscerebbero inoltre una sottospecie citrina del Fiordland, più grande e con più giallo nella livrea, ma l'esistenza stessa delle due sottospecie generalmente accettate (estremamente simili fra loro) è stata messa in discussione a più riprese.